# Kołos Połtawa (piłka nożna kobiet)
Kołos Połtawa (ukr. ЖФК «Колос» Полтава) – ukraiński klub piłki nożnej kobiet, mający siedzibę w mieście Połtawa w środkowej części kraju, grający w latach 2000–2005 w rozgrywkach ukraińskiej Wyższej ligi piłki nożnej.

## Historia
Chronologia nazw:
- 2000: ŻFK Junist' Połtawa (ukr. ЖФК «Юність» Полтава)
- 2003: ŻFK Kołos Połtawa (ukr. ЖФК «Колос» Полтава)
- 2005: klub rozwiązano

Klub piłkarski Junist' został założony w Połtawie w 2000 roku. W sezonie 2000 zespół startował w rozgrywkach Wyższej ligi, zajmując drugie miejsce w grupie 1. W kolejnych dwóch sezonach zajmował trzecią pozycję w grupie 2. W 2003 roku klub zmienił nazwę na Kołos i po zajęciu trzeciej lokaty w grupie 1 zakwalifikował się do turnieju finałowego, w którym był szóstym. W następnym roku awansował na piątą pozycję. W 2005 drużyna rozpoczęła sezon na najwyższym poziomie, ale po zakończeniu rundy wiosennej klub z przyczyn finansowych zrezygnował z dalszych występów i został sklasyfikowany na ostatnim dziewiątym miejscu.

## Barwy klubowe, strój, herb, hymn
|  |  |

Klub ma barwy zielono-białe. Piłkarki domowe spotkania zazwyczaj grają w białych koszulkach, białych spodenkach oraz białych getrach.

## Sukcesy

### Trofea międzynarodowe
Nie uczestniczył w rozgrywkach europejskich (stan na 31-05-2021).

### Trofea krajowe
piłka nożna
| \| \| Zdobyte trofea w rozgrywkach Ukrainy (stan na: 31-05-2021) \| |                                                            |      |             |
| Rozgrywki                                                           | Osiągnięcie                                                | Razy | Sezon(y)    |
| Mistrzostwo                                                         | I miejsce                                                  | 0    |             |
| Mistrzostwo                                                         | II miejsce                                                 | 0    |             |
| Mistrzostwo                                                         | III miejsce                                                | 0    |             |
| Mistrzostwo                                                         | 2.miejsce                                                  | 1    | 2000 (gr.A) |
| Puchar                                                              | zdobywca                                                   | 0    |             |
| Puchar                                                              | finalista                                                  | 0    |             |
| Puchar                                                              | ćwierćfinalista                                            | 2    | 2004, 2005  |
| II liga                                                             | I miejsce                                                  | 0    |             |
| II liga                                                             | II miejsce                                                 | 0    |             |
| II liga                                                             | III miejsce                                                | 0    |             |
| Ukraina                                                             | Zdobyte trofea w rozgrywkach Ukrainy (stan na: 31-05-2021) |      |             |

## Poszczególne sezony
piłka nożna

### Rozgrywki międzynarodowe

#### Europejskie puchary
Nie uczestniczył w rozgrywkach europejskich (stan na 31-05-2021).

### Rozgrywki krajowe
| \| Ukraina \| Bilans występów klubu w rozgrywkach piłkarskich Ukrainy (Stan na 31 maja 2021 r.) \| \| |                                                                                   |        |       |   |   |   |    |    |     |           |        |        |      |
| Poziom                                                                                                | Rozgrywki                                                                         | Sezony | Mecze | Z | R | P | B+ | B– | Pkt | Lata      | Awanse | Spadki | Naj. |
| I | Wyszcza liha                                                                      | 6      |       |   |   |   |    |    |     | 2000–2005 | 0      | 0      | 2    |
| II | Persza liha                                                                       | 0      |       |   |   |   |    |    |     |           | 0      | 0      |      |
| | Puchar Ukrainy                                                                    | ?      |       |   |   |   |    |    |     | od 2001   | 0      | 0      | 1/4  |
| Ukraina                                                                                               | Bilans występów klubu w rozgrywkach piłkarskich Ukrainy (Stan na 31 maja 2021 r.) |        |       |   |   |   |    |    |     |           |        |        |      |

## Struktura klubu

### Stadion
Klub rozgrywa swoje mecze domowe na stadionie Worskła w Połtawie o pojemności 24 795 widzów.

### Inne sekcje
Klub oprócz głównej drużyny prowadzi drużynę młodzieżowe oraz dla dzieci, grające w turniejach miejskich.

## Kibice i rywalizacja z innymi klubami

### Derby
- Arsenał Charków
- Spartak Sumy